# Слободчиков, Виктор Иванович
Ви́ктор Ива́нович Слободчиков (род. 2 июня 1944, с. Архангельское, Наро-Фоминский район, Московская область) — советский и российский психолог. Доктор психологических наук (1994), профессор (1995), член-корреспондент РАО (1996), состоит в отделении философии образования и теоретической педагогики, главный научный сотрудник лаборатории психологической антропологии и профессионального развития педагогов Института изучения детства, семьи и воспитания РАО. С 2008 года по 19 июня 2013 являлся Президентом Российской макаренковской ассоциации, член Координационного совета по взаимодействию Министерства образования Российской Федерации и Московской патриархии Русской Православной Церкви.

## Биография

### Детство и юность
Отец В. И. Слободчикова погиб на фронте, мать рано умерла и до 12 лет мальчика воспитывала бабушка. Она была глубоко верующим человеком и приучала ребёнка к церкви, до последней возможности старалась избежать передачи внука в детский дом, но за год до смерти вынуждена была согласиться с этим решением по болезни. 
Виктор попал в Клемёновский детский дом, восстанавливать который прибыли воспитанники, сподвижники и продолжатели дела А. С. Макаренко: Семён Афанасьевич Калабалин [1903-1972] с супругой Галиной Константиновной [1906-1999]. В детском доме появился новый спальный корпус, были построены дома для сотрудников.
Полученная в Калабалинском детском доме нравственная и трудовая закалка и первый опыт управленческой и педагогической деятельности привело к пробуждению у Виктора интереса к философии и педагогике, стремлению к дальнейшему обучению в этом направлении.
Однако утвердился он в этом стремлении не сразу. На воспитанников детского дома немалое внимание оказывали и добровольные помощники — студенты из МАИ и Бауманки, которые много лет бескорыстно по выходным и на праздники приезжали в детский дом и всячески посильно помогали, в основном трудовым вкладом, новому делу. Конечно, рассказывали ребятам и о своих институтах, инженерных профессиях. В те годы (середина 60-х) в памяти свежи были воспоминания о полёте Ю. А. Гагарина, которые подкреплялись всё новыми отечественными успехами в познании космоса. И обучение в вузах с «космическими» специальностями было на пике общественного признания.
Виктору в школьные годы легко давалась физика и математика, он был уверен, что сможет поступить в подобный институт, однако в детском доме была только семилетняя школа, после которой воспитанники шли в ремесленные училища. Но и тут помог Калабалин.

…Семён Афанасьевич добился, чтобы успевающие в учёбе ребята могли окончить среднюю школу. Приходилось ходить в школу в деревню за 5 километров, но зато я получил среднее образование и смог поступить в институт. Подал документы в Бауманский, но провалил первый же экзамен. Видимо, был какой-то психологический срыв — за 3 часа не решил ни одной задачи, а пришёл домой и за полчаса решил все. Год работал монтажником, ходил в МГУ на курсы по физике и математике, и на следующий год поступил в МАИ. Поступил легко, хотя конкурс был 15 человек на место, и поступали в основном москвичи

### Зов профессии
В институте Виктор учился хорошо, но гораздо больше увлёкся сочинительством. Со школы ещё писал стихи, а в институте начал писать и прозой. Но проучился 2 года и почувствовал, что душа не лежит.

Не знал, что делать. Я одним из первых воспитанников нашего детдома поступил в институт, и в какой! Это было начало 60-х годов, все гордились полётом Гагарина, «болели» космосом. Без преувеличения можно сказать, что в то время МАИ считался престижнее МГУ. А мне там стало скучно. Поехал советоваться к Семёну Афанасьевичу. Он меня выслушал и говорит: «Да бросай ты этот институт, что ты, нанялся туда учиться? Будешь книжки писать, про меня напишешь». А уже серьёзно добавил: «Ты всё равно будешь учиться, никуда не денешься — у тебя натура такая».

После второго курса оставил институт и в течение двух лет был вожатым в знаменитом в те годы круглогодичном пионерлагере «Орлёнок», где в то время работало много ярких вожатых и методистов. Через два года вновь захотел учиться, решил, что писателю необходимо досконально знать человека, а поскольку человека изучает психология, поступил в Ленинградский университет на психологический факультет и вскоре прекратил сочинительство.

…писательство оставил потому, что художественное творчество рационализма не терпит, психология же — наука рациональная. В отличие, кстати, от педагогики.

Осознанное на основе определённого жизненного опыта поступление в университет в 22 года не могло не привести к несколько иному, чем у вчерашних школьников, отношению к учёбе. Объединившись с двумя подобными сокурсниками (одному было 21, другому — 25), «старики», включая Виктора, сразу стали погружаться в основополагающие вопросы психологии. Делать это было не просто, поскольку в те годы почти не переводили западных психологов, даже из работ Выготского были доступны только две — «Развитие высших психических функций» и «Мышление и речь», Рубинштейна — только «Общая психология», но не его главный труд «Человек и мир», который он писал в стол. О русской религиозной философии студенты вообще не слышали…
Пришлось изучать зарубежные источники по психологии на исходном языке, в ходе чего Виктор с друзьями хорошо освоили т. н. проективную технику. Об этом узнал Даниил Борисович Эльконин, известный детский психолог, ученик Выготского, который в то время открывал в Москве новую лабораторию — диагностики психического развития детей, и пригласил через общих знакомых Виктора в неё работать.
При принятии решения о переезде своё значение имели и выраженные различные уклоны как ленинградской, так и московской психологических школ:

В Питере была мощная естественнонаучная составляющая образования: биологию мы осваивали как биологи, психоневрологию и психиатрию — как медики (нашей базой был психоневрологический институт имени Бехтерева, я специализировался на медицинской психологии), очень много часов отводилось на математику и информатику.

Московская же психологическая школа в большей степени склонялась к культурологии:

Как специалист я обязан обеим школам, но ни одна из них не устраивала меня полностью. Главный их недостаток — отсутствие человека. Ленинградская, естественнонаучная, свела человека к физиологии, а московская… Они были в большей степени культурологи. Неслучайно концепция Выготского называлась культурно-исторической. Согласно этой концепции человек рождается на свет сырой природой, а очеловечивается, осваивая культуру. Я не мог принять, что до очеловечивания человек — не человек. Сторонники естественнонаучной школы предлагали искать истоки человечности в генах и мозгах, а культурологи — в обществе, социуме, образцах культуры. Я не отрицал (и не отрицаю) ни физиологию, ни культуру, но ни к тому, ни к другому нельзя свести человека.
Адептам культурно-исторической концепции привожу слова отца Павла Флоренского, говорившего, что в пределах культуры мы не можем разметить, что выше, что ниже: покаянный канон преподобного Андрея Критского или произведения маркиза де Сада.

### Путь в науке
Принимая предложение, В.Слободчиков перевёлся на заочное отделение университета и переехал в Москву работать в лаборатории диагностики психического развития детей во главе с Даниилом Элькониным.

«Эльконин вместе с Василием Васильевичем Давыдовым проводили тогда фундаментальный эксперимент, который воплотили практически в знаменитой 91-й московской школе. Они утверждали (и теоретически обосновали), что младший школьник способен к освоению теоретических форм сознания и соответственно теоретического знания. То есть учение школьника может становиться и оформляться как понятийное мышление, а не как совокупность эмпирических представлений. Лаборатория Давыдова разрабатывала новые учебные программы, сценарии уроков, новое содержание учебных предметов, лаборатория Эльконина занималась развитием в подростковом возрасте, наша лаборатория — диагностикой психического развития».

По итогам этих исследований В. И. Слободчиковым в 1976 г. защищена кандидатская диссертация по теме «Психологические особенности знания детей о предметном мире в младшем школьном возрасте» (1976). В целом он трудился в Психологическом институте с 1968 по 1990 год.
Ещё одной особенностью Московской школы философов был её философско-исторический уклон:

…все московские психологи по знанию философии не уступали профессиональным философам. Были психологи-гегельянцы, психологи-кантианцы (об этом, правда, вслух не говорили) и т. д.".

Слободчиков входит в философский кружок, особое влияние испытал в нём со стороны молодых тогда философов-идеалистов: А. С. Арсеньева, Ф. Т. Михайлова, Э. В. Ильенкова, Г. С. Батищева, М. К. Мамардашвили.
В 1970-х через друзей познакомился с настоятелем Казанского храма в Коломенском отцом Кириллом Чернетским, посещал занятия сложившегося вокруг него церковного кружка. В 1980-х пришёл к собственному подходу к пониманию человеческой природы, уходящему корнями в христианство:

«Я ввёл в психологию понятие „со-бытийная общность“. В основе её лежит принцип неслиянности и нераздельности. Это принцип Троицы, но он пронизывает не только Церковь, но всю человеческую жизнь. Он живёт в семье (неслучайно семью называют малой церковью), в дружеских объединениях (но не в дворовых компаниях, устроенных совсем по другому, по силовому-иерархическому принципу). Суть этого принципа в том, что мы вместе и в то же время каждый уникален, самобытен. Но сама по себе эта со-бытийность не складывается. Чтобы объединиться по этому принципу, люди должны приложить усилия. В противном случае они попадают либо в симбиотическую общность, либо в формальную структуру. В первом случае самобытность, индивидуальность человека уничтожается, во втором — человек атомизируется, происходит обезличивание людей. Опыт со-бытийной общности был задан 2000 лет назад, когда Христос собрал вокруг себя апостолов. Потом в богословие вошёл принцип соборности, суть которого именно в неслиянности и нераздельности. А когда я стал психологом, то обнаружил, что в психологии этого понятия нет».

В 1987 году под руководством Днепрова был образован «горбачёвский» Временный научно-исследовательский коллектив (ВНИК) «Школа», в состав которого вошёл и В. И. Слободчиков. На основе ВНИКа в 1990 открылся Институт педагогических инноваций — модель будущей Академии образования. По заказу Госкомитета В. И. Слободчиков участвовал в написании новой концепции общего среднего образования (1988 г.). Предлагал добиваться для Института статуса экспертного заведения (что позволило бы институту препятствовать попыткам внедрению в школы программ полового воспитания, валеологии и других сомнительных инноваций), однако это не было осуществлено.
В 1993 окончательно разошёлся с Днепровым, вышел с институтом из подчинения Министерства образования и создал вместе с сотрудниками «оппозиционную» Институту общественную академию. В неё вошли известные учёные — Никита Алексеев, Юрий Громыко, Виталий Рубцов, ряд сотрудников Московского департамента образования. Ему поручено руководство Институтом педагогических инноваций. В 2004 названный институт был закрыт. Вместо него создан Институт развития дошкольного образования, который также возглавил Слободчиков.
Дальнейшие научные исследования В. И. Слободчикова были связаны с изучением вопросов сознания, рефлексии, развития субъективной реальности, внутреннего мира человека, периодизации и диагностики психического развития, организации психологических служб, проектирования систем развивающего общего, высшего и последипломного образования.
Итоги были обобщены в докторской диссертации: «Становление и развитие субъективной реальности в онтогенезе (психологические основы проектирования образования)» (1994).
С середины 1990-х гг. под руководством Слободчикова разрабатывается новое научное направление — основы психологической антропологии, подготовлены и изданы базовые учебные пособия по психологическому образованию в гуманитарных вузах.
Слободчиков является также организатором практико-ориентированных, комплексных исследований в гуманитарной сфере. В настоящее время он федеральный эксперт и куратор проекта «Развитие образования в России», программы модернизации российского образования. Участвовал в разработке программы «Столичное образование», внедрение которой финансировал мэр Москвы Лужков. 

## Основные работы
Многие научные работы изданы в Болгарии, Германии, США, в ряде испаноязычных стран.
Учебные пособия
- «Психология человека» / в соавт., 1995; 2-е изд., 2013.
- «Психология развития человека» / в соавт., 2000; 2-е изд., 2013.
- «Психология образования человека», 2013.

Монографии
- Методы изучения синтезирующей функции сознания, М., 1975;
- Вопросы теории и диагностики психического развития, М., 1982;
- Психологические проблемы становления внутреннего мира человека, М., 1986;
- Категория возраста в психологии и педагогике развития, М., 1991;
- в соавт.; «Антропологический принцип в психологии развития», М., 1998,
- в соавт.; «Деятельность как антропологическая категория», М., 2001;
- «Очерки психологии образования», Биробиджан, 2002.
- «Основы психологической антропологии» (в 3-х томах, в соавторстве), М., 1995, 2000, 2013.
- «Антропологическая перспектива отечественного образования», Екатеринбург, 2009, 2-е изд. 2010.
- в соавт.; «Введение в антропологию образования», Биробиджан, 2012.
- в соавт.; «Ключевые категории мышления профессионального педагога», М., 2013.
- в соавт. «Научно-технологические уклады и подходы в профессиональном образовании», М., 2014.
- "Субъективная реальность: её возможность и действительность", М, 2021 (первая книга избранного тематического собрания трудов).

Статьи
- Петровский А. В., Слободчиков В. И., Бим-Бад Б. М., Громыко Ю. В. Задачи и направления перестройки педагогической науки// Вопросы психологии 1988. № 2, с.14.
- Слободчиков В. И., Цукерман Г. А. Интегральная периодизация общего психического развития // Вопросы психологии, 1996. № 5. С. 38-50.
- Список статей В. И. Слободчикова на сетевой странице журнала «Вопросы психологии».

## Интересные факты
В. И. Слободчиков
- Входит в комиссию «Лучшие школы России»
- Сопредседатель Международного научно-экспертного совета по духовно-нравственной безопасности при Российском институте стратегических исследований.
- В 2003 Слободчиков совместно с сотрудницей Института развития дошкольного образования, доктором психологических наук Верой Абраменковой провёл научную экспертизу Хеллоуина, ознакомившись с которой, Департамент образования города Москвы рекомендовал директорам московских школ воздержаться от проведения мероприятий, приуроченных к этому «празднику». За это в январе 2005 награждён орденом РПЦ преподобного Сергия Радонежского (Абраменкова — орденом св. Ольги)[10].
- Один из разработчиков[11] христианской психологии.
- В 2011 резко критиковал[12] проект закона «Об образовании в Российской Федерации» с религиозно-патриотических позиций.
- С 24 февраля по 8 апреля 2014 года вместе с Игорем Понкиным и Всеволодом Троицким участвовал в экспертизе документального фильма «Вся правда о Ванге», снятого РЕН ТВ. Эксперты нашли в фильме признаки унижения человеческого достоинства православных верующих в связи с исповеданием ими религии и оскорбления их религиозных чувств[13].
- С 14 по 29 марта 2017 года вместе с Игорем Понкиным, Всеволодом Троицким и Александром Евдокимовым участвовал в экспертизе сценария и трейлеров фильма «Матильда» А. Е. Учителя. Эксперты квалифицировали указанные материалы как «приготовление к совершению унижения человеческого достоинства верующих Русской Православной Церкви (по признаку отношения к религии) и оскорбления их религиозных чувств»[14].

## Награды
- Медаль К. Д. Ушинского (1995)
- Орден Преподобного Сергия Радонежского III степени (2004)
- Орден Святителя Луки Крымского (2019)

## Семья
Жена — Вера Григорьевна Щур, редактор журнала «Вопросы психологии».